# Дискриминация по признаку сексуальной ориентации и гендерной идентичности
Дискримина́ция по при́знаку сексуа́льной ориента́ции и ге́ндерной иденти́чности — дискриминация, то есть нарушение равенства прав и равенства возможностей людей по признаку сексуальных и гендерных различий.
Опубликованные в 2007 году Джокьякартские принципы применения международно-правовых норм о правах человека в отношении сексуальной ориентации и гендерной идентичности причисляют к дискриминации по признаку сексуальной ориентации и гендерной идентичности любую дискриминацию, включающую «различие, исключение, ограничение или предпочтение, основанное на сексуальной ориентации или гендерной идентичности, имеющее целью или следствием уничтожение или умаление права на равенство перед законом или равную защиту со стороны закона, либо признания, использования или осуществления на равных началах всех прав человека и основных свобод».

## Примеры дискриминации
Примерами дискриминации по признаку сексуальной ориентации и гендерной идентичности, по мнению Комитета ООН по правам человека и Европейским судом по правам человека, могут являться:
- установление разного возраста сексуального согласия для однополых и разнополых отношений;
- административная ответственность за пропаганду гомосексуализма среди несовершеннолетних на участников публичных мероприятий в поддержку ЛГБТ;
- запрет гей-парадов и иных публичных акций в поддержку ЛГБТ;
- отказ признавать переход прав к одному из однополых партнёров в случае смерти другого;
- ограничение родительских прав отца в отношении его ребёнка от предыдущего гетеросексуального брака из-за того, что отец создал новую семью с другим мужчиной;
- отказ в предоставлении разрешения на усыновление женщине только на том основании, что она — лесбиянка и проживает со своей партнёршей[4].

Дискриминация по признаку сексуальной ориентации и гендерной идентичности может быть и косвенной. Пример — разграничение туалетных комнат на женские и мужские. Здесь могут дискриминироваться трансгендерные люди. Президент США Барак Обама в директиве школам закрепил возможность трансгендерным ученикам и учителям посещать те общественные туалеты, раздевалки и душевые, которые они выберут. Предполагается, что школы, отказывающиеся соблюдать эту рекомендацию, могут столкнуться с судебными процессами или лишиться финансирования из федерального бюджета.
Нарушение равенства прав и равенства возможностей людей по признаку сексуальной ориентации и гендерной идентичности может быть в любой стране, включая либеральные государства. Так, в Швеции с гомофобией сталкиваются геи-мусульмане. Житель Гётеборга, бежавший из Ирана, где его сексуальная ориентация запрещена и карается смертью, посетил несколько школ города для беседы с подростками о праве на сексуальное самоопределение. Но столкнулся с критикой со стороны учителей, высказавших при учениках сомнение в том, что можно быть одновременно гомосексуалом и мусульманином. Такой пример нетолерантного суждения свидетельствует о том, что те, кто по-прежнему встречается с гомофобными взглядами, нуждаются в помощи со стороны общества.

## Меры позитивной дискриминации
Позитивная дискриминация по признаку сексуальной ориентации и гендерной идентичности — это специальные временные меры, предпринятые политическими и судебными властями по борьбе с дискриминацией в отношении ЛГБТ. Основу составляют антидискриминационные и информационно-разъяснительные программы по развитию толерантности, уважения и понимания нужд ЛГБТ, в частности, для государственных служащих, сотрудников судебной системы, правоохранительных органов и вооруженных сил, а также для учебных заведений, СМИ, медицинских работников и спортивных кругов.
Примером явной позитивной дискриминации является предоставление гомосексуалам квот при поступлении в учебные заведения (наряду с представителями этнических меньшинств и некоторых других групп меньшинств). Примером неявной позитивной дискриминации является запрет гетеросексуалам вступать в гражданское партнёрство. Последствием позитивной дискриминации может быть обратная дискриминация.

## Дискриминация по странам

### Положение в России
В соответствии с Рекомендацией CM/Rec(2010)5 Комитета министров Совета Европы (КМСЕ) признаётся тот факт, что на протяжении столетий, как и в настоящее время, ЛГБТ испытывают дискриминацию. В этой связи необходимо принять особые меры, чтобы ЛГБТ могли полностью использовать свои права. Российское государство постоянно подчёркивает, что выступает против особого правого режима для ЛГБТ, так как права ЛГБТ защищены надлежащим образом существующим антидискриминационным законодательством. На это представители Российской ЛГБТ-сети заявляют о гетеронормативности и гомофобии, для борьбы с которыми предлагаются следующие приоритетные действия:
- отмена норм российского законодательства о запрете пропаганды гомосексуализма среди несовершеннолетних;
- включить в Уголовный Кодекс РФ в качестве отягчающего обстоятельства мотив ненависти по признакам сексуальной ориентации и гендерной идентичности;
- включить в обучающие программы полицейских, судей, прокурорских работников, работников пенитенциарных учреждений и юристов информацию, обеспечивающую уважительное отношение по признакам сексуальной ориентации и гендерной идентичности;
- включить в образовательные стандарты начального, основного, среднего и высшего образования, а также подготовки и переподготовки образовательного персонала, темы сексуальной ориентации и гендерной идентичности;
- принять средне- и долгосрочный план действий по реализации в России Рекомендации CM/Rec(2010)5 КМСЕ и привлечь к разработке этого плана российские ЛГБТ-организации;
- обеспечить свободу собраний, объединений и выражения мнений для групп и организаций, выступающих в защиту прав ЛГБТ;
- обеспечить надлежащую защиту участников публичных мероприятий в защиту прав ЛГБТ;
- публично осуждать акты насилия, мотивированные ненавистью по признаку сексуальной ориентации и гендерной идентичности;
- не допускать «речи ненависти» в отношении ЛГБТ;
- отменить нормы, устанавливающие различную уголовную ответственность за гомо- и гетеросексуальные отношения с лицами, не достигшими возраста 16 лет;
- обеспечить недопустимость сбора, хранения, обработки и иного использования информации о сексуальной ориентации и гендерной идентичности людей;
- обеспечить правовую защиту отношений, складывающихся между членами однополых пар;
- обеспечить свободный доступ ЛГБТ-людей к усыновлению и вспомогательным репродуктивным технологиям;
- разработать и внедрить процедуру смены любых документов трансгендерными людьми;
- обеспечить доступ трансгендерных людей к необходимым им медицинским услугам, связанными с их состоянием (психотерапия, гормональная заместительная терапия, хирургические операции по коррекции пола и др.)[11].